# Вегетация (роман)
«Вегетация» — фантастический роман российского писателя Алексея Иванова, опубликованный в 2024 году.

## Сюжет
Действие романа начинается в Магнитогорске. Главный герой — рабочий парень Серёга, который убивает своего счастливого соперника по прозвищу Харлей. Сразу после этого он случайно встречает своего двойника и узнаёт, что это его брат-близнец Дима, у которого почему-то полная амнезия. Постепенно выясняется, что описанные в романе события происходят в постапокалиптическом мире после войны и эпидемии. Герои должны преодолеть путь до секретного подземного города в горе Ямантау, избежав опасностей, которые грозят со стороны «зачумлённых машин» и бригад лесорубов.

## Создание и оценки
В сентябре 2023 года стало известно, что Алексей Иванов пишет новый роман, в котором появляется Магнитогорск. На вопрос, будет ли это фантастика или мистика, писатель ответил: «Будет нечто хуже». В мае 2024 года на одной из встреч с читателями было объявлено, что роман «уже на финишной прямой». В июле продюсер писателя Юлия Зайцева рассказала, что книга, получившая название «Вегетация», выйдет в ноябре того же года и что это будет «микс жанров» — «квест, триллер, антиутопия, постап и био-дизель-киберпанк» с отсылками к братьям Стругацким и Станиславу Лему.
Роман увидел свет в конце ноября. Один из первых рецензентов, Сергей Сычёв из «Известий», охарактеризовал его как «большой осенний бестселлер», которым Иванов подтвердил свой статус «большого русского писателя». По мнению Сычёва, в сюжете «Вегетации» много общего с несколькими другими книгами Иванова — «Сердце пармы», «Тобол», «Бронепароходы».